# Helga Ettl
Helga Ettl (* 19. August 1924; † 4. Juni 2015) war eine deutsche Musikpädagogin, Erziehungswissenschaftlerin und Hochschullehrerin. Von 1973 bis 1978 war sie Wissenschaftliche Rätin, von 1979 bis 1989 Professorin für Erziehungswissenschaft – Didaktik der Musik, der auditiven und audiovisuellen Kommunikation an der Universität Hamburg.

## Leben
Helga Ettl war Mitglied des 1965 gegründeten Arbeitskreises Forschung in der Musikerziehung und Gründungsmitglied seiner Nachfolgeorganisation, des Arbeitskreises musikpädagogische Forschung e.V. (AMPF). Sie leistete Beiträge zur Entwicklung der Musikpädagogik als wissenschaftliche Hochschuldisziplin, befasste sich mit Lehrplanforschung und der Entwicklung von Unterrichtsmaterialien. Als Mitglied der Projektgruppe Lehrplanforschung des Arbeitskreises Forschung in der Musikerziehung legte Helga Ettl 1969 einen der ersten Entwürfe eines Forschungsvorhabens zur Curriculumentwicklung für das Schulfach Musik sowie einen der ersten Beiträge zur Systematik der Musikpädagogik als Fachdidaktik vor. Ihre zweidimensionale Matrix zur Systematik der Fachdidaktik beruhte auf soziologisch grundierten Überlegungen zum Phänomen Musik und Musikleben in der Gesellschaft. In der musikpädagogischen Theoriediskussion stieß das Modell zunächst auf wenig Resonanz und wurde erst im jüngeren Fachdiskurs wieder aufgegriffen. In der Entstehungszeit deutlich positiver rezipiert und weitergedacht wurden offenbar Ettls Impulse zu Richtlinienkritik und Curriculumentwicklung.

## Schriften
- Lehrplanforschung für den Musikunterricht. Grundlegende Systematik und Entwurf zu einem Forschungsprojekt. In: Forschung in der Musikerziehung. Beiheft der Zeitschrift Musik und Bildung. Heft 1/1969, S. 51–59.
- Experiment, Beobachtung und Statistik in der Musikerziehung. Vorträge, Diskussionen und Entscheidungen des Arbeitskreises Forschung in der Musikerziehung, Remscheid, November 1968. In: Musik und Bildung 1969, S. 86–87.
- Musikhören im Sprachlabor. In: Egon Kraus (Hrsg.): Der Einfluss der Technischen Mittler auf die Musikerziehung unserer Zeit. Vorträge der Siebten Bundesschulmusikwoche Hannover 1968. Mainz 1968, S. 213.
- Petruschka. Ein Modell zur Werkbetrachtung im Musikunterricht. Klett, Stuttgart 1968.